# Iago (Disney)
Pour les articles homonymes, voir Iago (homonymie).
Iago (ou autrement appelé Perroquet [pɛrrɒqʌɛt]) est un personnage de l'univers Disney d'Aladdin, apparu dans le long-métrage de 1992 et dans ses suites (Le Retour de Jafar en 1994, et Aladdin et le Roi des voleurs en 1996) et œuvres dérivées (série télévisée Aladdin, de 1994 à 1996, et des bandes dessinées). Perroquet essentiellement rouge et doué de parole, il est dans le long-métrage d'origine le compagnon et pendant comique de l'ennemi principal Jafar, et lui-même un ennemi des héros ; il évolue ensuite, dans les suites et œuvres dérivées, en un personnage plus indépendant qui finira par fraterniser avec Aladdin et ses amis.

## Description
C'est un râleur et un voleur essayant sans cesse (surtout dans la série télévisée) de revendre des choses, parfois sans aucune valeur, à des prix exorbitants. Néanmoins, si l'on apprend à le connaître, on se rend compte qu'il a un grand cœur et qu'il fait souvent preuve d'une grande amitié. Dans le premier film, il est l'alter ego de Jafar qu'il trahit par la suite dans le deuxième film. Il est un grand ami d'Aladdin mais son meilleur ami reste Abu le singe, plus proche de sa personnalité (voleur, intelligence, amour pour l'or, etc.). Même s'il parait froussard de prime abord, on voit qu'il peut être très courageux quand ses amis sont en danger. Dans Le Retour de Jafar, il va risquer sa vie pour détruire Jafar et la lampe noire, tandis que dans l'épisode Quand l'oiseau se figea, il se sacrifie en se transformant en pierre et faire venir le Génie alors que ses amis étaient prisonniers d'Abis Mal… Finalement, après le mariage d'Aladdin (à la fin d'Aladdin et le Roi des voleurs), Iago rejoindra Cassim, le père du nouveau prince et roi des voleurs.

## Apparence et Inspiration
- L'animation du personnage a été supervisée par Will Finn[1].
- Iago est un petit perroquet proche de l'ara rouge.
- Malgré son apparence d'oiseau, Iago possède des dents.
- Son nom Iago est une référence directe à la pièce de William Shakespeare, Othello. Dans cette pièce, Iago est un conseiller machiavélique et fourbe qui parvient à tromper son maître, Othello.

## Interprètes
- Voix originale : Gilbert Gottfried
- Voix allemande : Wolfgang Ziffer
- Voix brésilienne : Rodney Gomes
- Voix danoise : Torben Zeller
- Voix espagnole : Javier Pontón
- Voix finnoise : Seppo Pääkkönen
- Voix française : Éric Métayer, Philippe Videcoq (Le Retour de Jafar et quelques épisodes de la série télévisée) Michel Elias ( Aladdin - film, 2019)
- Voix italienne : Marco Bresciani
- Voix japonaise : Akira Kamiya
- Voix néerlandaise : Pierre Bokma
- Voix polonaise : Ryszard Nawrocki
- Voix portugaise : Mário Santos
- Voix québécoise : Marc Bellier
- Voix suédoise : Anders Öjebo

## Chansons interprétées par Iago
- Je prends soin de ma vie (I'm looking out for me) dans Le Retour de Jafar
- Oublie l'amour (Forget about Love) avec Jasmine et Aladdin dans Le Retour de Jafar
- C'est la fantasia à Agrabah ou Y'a un bal ici à Agrabah au Québec (There's a Party Here in Agrabah) avec le Génie, Aladdin, Jasmine, Cassim et divers personnages secondaires dans Aladdin et le Roi des voleurs
- Bienvenue aux quarante voleurs (Welcome to the Forty Thieves) avec Cassim et les voleurs dans Aladdin et le Roi des voleurs

## Caractéristiques particulières
- À Walt Disney World Resort, il apparaît avec Zazu du Roi Lion comme l'un des animateurs de The Enchanted Tiki Room[2].